# Aethriamanta
Aethriamanta es un género de libélulas de la familia Libellulidae. 
Las especies incluidas son:
- Aethriamanta aethra Ris, 1912
- Aethriamanta brevipennis (Rambur, 1842)[2]
- Aethriamanta circumsignata Selys, 1897[3]
- Aethriamanta gracilis (Brauer, 1878)
- Aethriamanta nymphaeae Lieftinck, 1949[3]
- Aethriamanta rezia Kirby, 1889[4]

## Galería

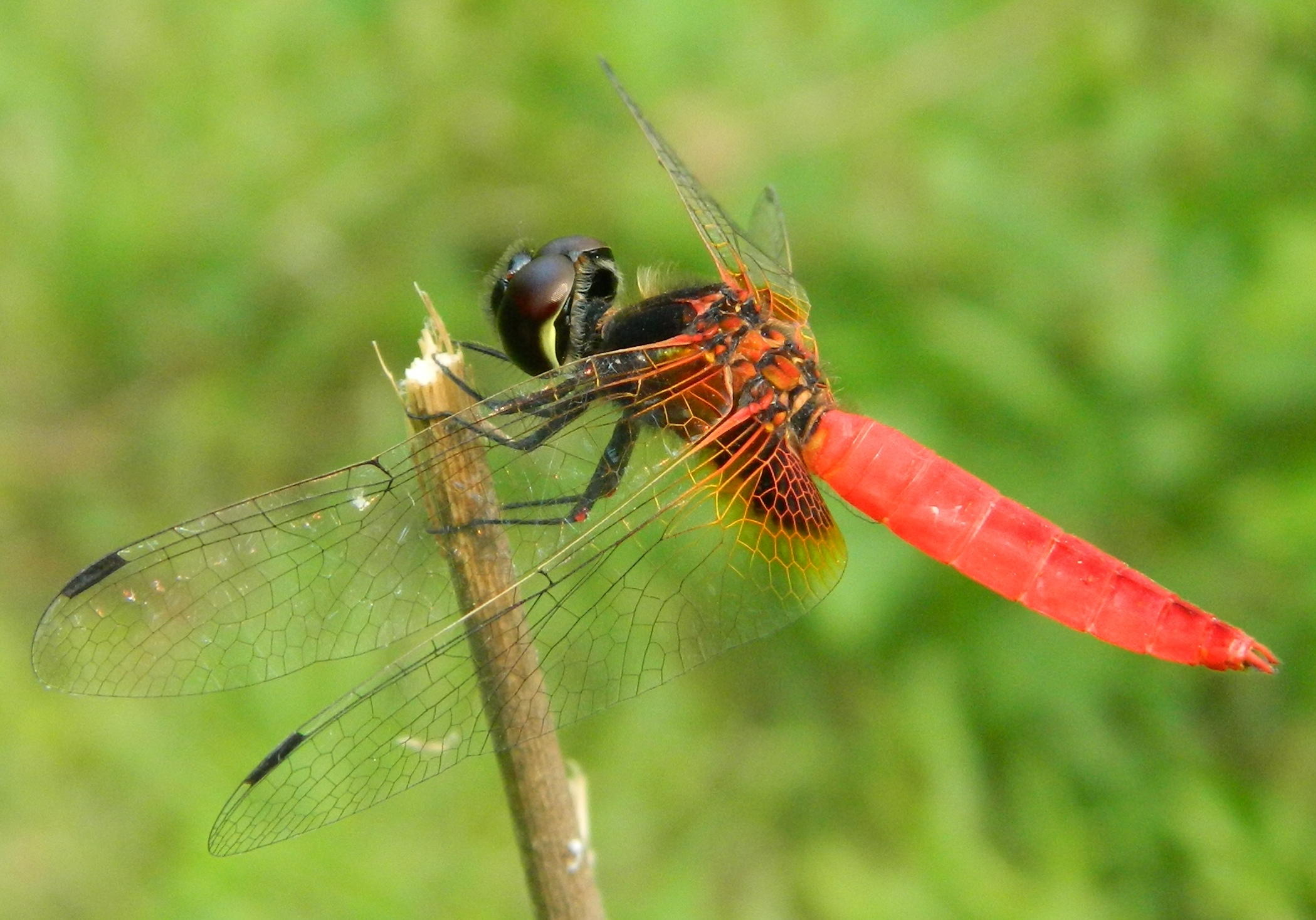
Macho de A. brevipennis
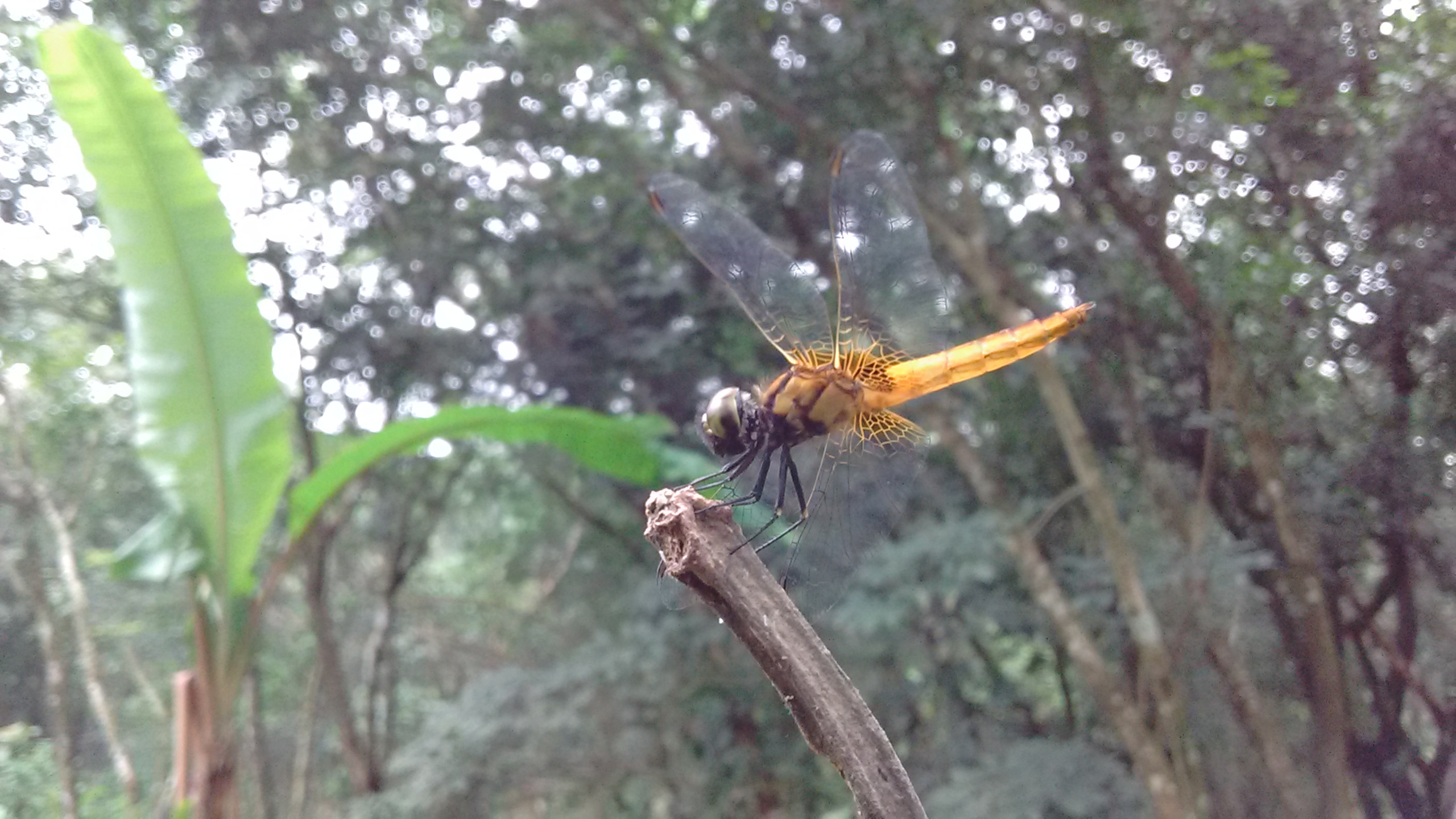
Hembra de A. brevipennis
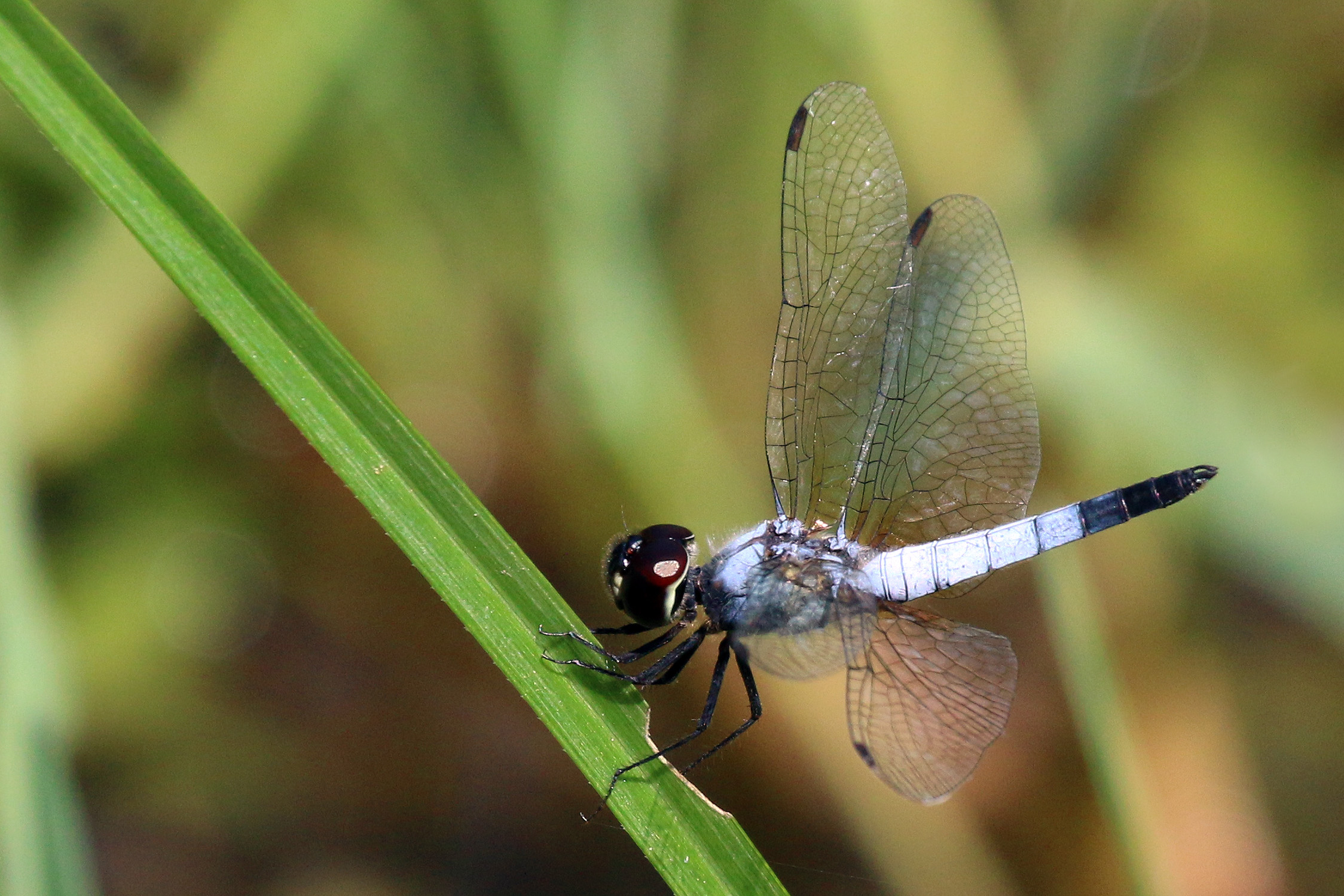
Macho de A. gracilis